# David Bueso
David Bueso   (Tegucigalpa, 5 de maig de 1955) fou un futbolista hondureny de la dècada de 1980.
A nivell de club destacà com a jugador de FC Motagua.
Fou internacional amb la selecció de futbol d'Hondures amb la qual participà a la copa del Món de futbol de 1982.